# Basingstoke and Deane
Basingstoke and Deane är ett distrikt (motsvarande kommun) i grevskapet Hampshire i England, Storbritannien. Distriktet har 187 817 invånare (2022). 
Större orter är Basingstoke och Tadley.  Distriktet är indelat i 53 civil parishes. 